# Alfred Mendelsohn
Alfred Mendelsohn (ur. 17 lutego 1910 w Bukareszcie, zm. 9 maja 1966 tamże) – rumuński kompozytor.

## Życiorys
W latach 1927–1931 studiował w Akademie für Musik und darstellende Kunst w Wiedniu u Franza Schmidta i Josepha Marxa (kompozycja) oraz Egona Wellesza i Roberta Lacha (historia muzyki). Od 1931 do 1932 roku był uczniem Mihaila Jory w Konserwatorium Bukareszteńskim. Od 1932 do 1936 wykładał harmonię w konserwatorium im. Egizio Massiniego w Bukareszcie, następnie od 1936 do 1940 roku był dyrektorem tej uczelni. Od 1946 do 1955 roku pełnił funkcję dyrektora muzycznego Opery Narodowej w Bukareszcie. W latach 1949–1966 wykładał kontrapunkt i kompozycję w Konserwatorium Bukareszteńskim. Był członkiem jury IV Międzynarodowego Konkursu Pianistycznego im. Fryderyka Chopina (1949).
Był sekretarzem (1946–1949 i 1954–1963) oraz wiceprzewodniczącym (1963–1966) związku kompozytorów rumuńskich. W 1946 roku otrzymał nagrodę im. Enescu.

## Twórczość
W początkowym okresie swojej twórczości pozostawał pod wpływem niemieckiej muzyki późnoromantycznej. Po 1945 roku dążył do stworzenia nowego stylu narodowego, sporadycznie sięgając jednak po materiał folklorystyczny, przejawiając skłonność do polifonii i dużych form dramatycznych. W utworach wokalno-instrumentalnych eksponował tematykę narodową i rewolucyjną, dążąc do monumentalizmu formy. Pod koniec życia zaczął czerpać z niektórych nowszych środków stylistycznych, nie wykraczając jednak poza tradycyjne formy.

## Wybrane kompozycje
(na podstawie materiałów źródłowych)

### Utwory orkiestrowe
- Suită concertantă în stil clasic na skrzypce i smyczki (1938, zrewid. 1961)
- Divertisment na flet i smyczki (1938)
- Rapsodie (1940)
- Suită na orkiestrę kameralną (1940)
- Suită comemorativă na smyczki (1943)
- 9 symfonii (I Întainte 1944, II Veritas 1947, III Reconstrucția 1949, IV Apelul păcil 1951, V 1953, VI 1955, VII 1960, VIII 1963, IX koncertująca na organy i orkiestrę 1964)
- 2 koncerty fortepianowe (I 1945, II 1949)
- Sinfonieta (1946)
- 2 koncerty wiolonczelowe (I 1950, II 1962)
- Prăbușirea Doftanei (1950)
- 3 koncerty skrzypcowe (I 1950–1954, II 1957, III 1963)
- Flori pentru Nikos Beloiannis (1953)
- Eliberare (1954)
- Va înflori acel arminden (1956)
- Concerto grosso na kwartet smyczkowy i orkiestrę smyczkową (1956)
- Concertino na harfę i smyczki (1956)
- Concertino na skrzypce i smyczki (1957)
- Divertisment na róg i smyczki (1957)
- Koncert na organy i smyczki (1958–1959)
- Koncert fortepianowy (1959)
- Schițe dobrogene (1960–1961)
- Symfonia kameralna 2 orkiestry smyczkowe i perkusję (1961)
- Concertino in stil clasic na 2 skrzypiec i smyczki (1961)
- Koncert na 2 skrzypiec i orkiestrę (1962)
- 6 Schițe (1963)
- Koncert na tubę i orkiestrę (1963)
- Koncert na orkiestrę (1965)
- Koncert na altówkę i orkiestrę (1965)
- Epitaf (1965)

### Utwory kameralne
- 10 kwartetów smyczkowych (I 1930, II 1930, III 1953, IV 1954, V 1955, VI 1955, VII 1955–1956, VIII 1958, IX 1959–1961, X 1964)
- 4 utwory na klarnet i fortepian (1952)
- Kwintet fortepianowy (1953)
- Sekstet smyczkowy (1956)
- 4 utwory na wiolonczelę i fortepian (1959)
- 2 tria fortepianowe (I 1957, II 1960)
- 3 sonaty skrzypcowe (I 1957, II 1957, III 1957)
- Sonata brevis na skrzypce i organy (1960)
- Preludii în stil clasic na skrzypce (1962)
- Oktet na 8 wiolonczel (1963)
- Variatiumi rapsodice na wiolonczelę i fortepian (1963)
- Sonata na wiolonczelę solo (1965)

### Utwory fortepianowe
- Sonata (1947)

### Utwory wokalno-instrumentalne
- Cantata Bucureștiului na recytatora, chór i orkiestrę (1953)
- oratorium Horia na solistów i orkiestrę (1954–1956)
- oratorium 1907 na solistów, chór i orkiestrę (1956)
- kantata Glasul lui Lenin na chór i orkiestrę (1957)
- kantata symfoniczna Sub cerul de vară na solistów, 2 recytatorów, chór i orkiestrę (1959)
- oratorium Pentru Marele Octombrie na solistów, chór i orkiestrę (1960)

### Utwory sceniczne
- dramat symfoniczny Imnul iubirii (1946)
- balet Harap-Alb (1948, wyst. Bukareszt 1949)
- dramat liryczny Meșterul Manole (1949)
- poemat choreograficzny Călin (1956, wyst. Bukareszt 1957)
- operetka Anton Pann (1961)
- opera Michelangelo (1964, wyst. Timișoara 1968)
- scena liryczna Spinoza (1966)